# 自由的勇气
《自由的勇气：佛罗里达州的美国复兴蓝图》是佛罗里达州州长罗恩·德桑蒂斯撰写的非虚构类书籍，由哈珀柯林斯出版社于2023年出版。《自由的勇气》以回忆录自居，是德桑蒂斯在2011年出版《建国先贤的梦想：奥巴马时代的首要原则》之后的第二部著作。《自由的勇气》概述了德桑蒂斯的政治哲学及其政治立场。
德桑蒂斯对他所称的“觉醒议程”、“精英”以及公共卫生措施进行了批评，包括在新冠疫情期间关闭学校的决定。他提及了华特迪士尼公司及其对佛罗里达州《父母教育权利法案》的回应，并专门用一整章的篇幅对此进行了深入探讨。《自由的勇气》一书与他的前作有所不同，在《建国先贤的梦想》中他批评了巴拉克·奥巴马的行政权力过于集中。但在本书中，德桑蒂斯为自己利用行政权力来对抗那些他认为推行自我标榜的觉醒意识形态的公司进行了辩护。
《自由的勇气》一经发布便迅速登上《纽约时报》畅销书排行榜及亚马逊畅销书排行榜的首位。批评人士指出，德桑蒂斯在书中对前总统唐纳德·特朗普避而不谈，反而频繁使用“觉醒”和“精英”等词汇。政治评论员认为，德桑蒂斯在该书发布后所进行的巡回宣传活动，昭示了他将参与2024年美国总统大选的动向。

## 内容概要

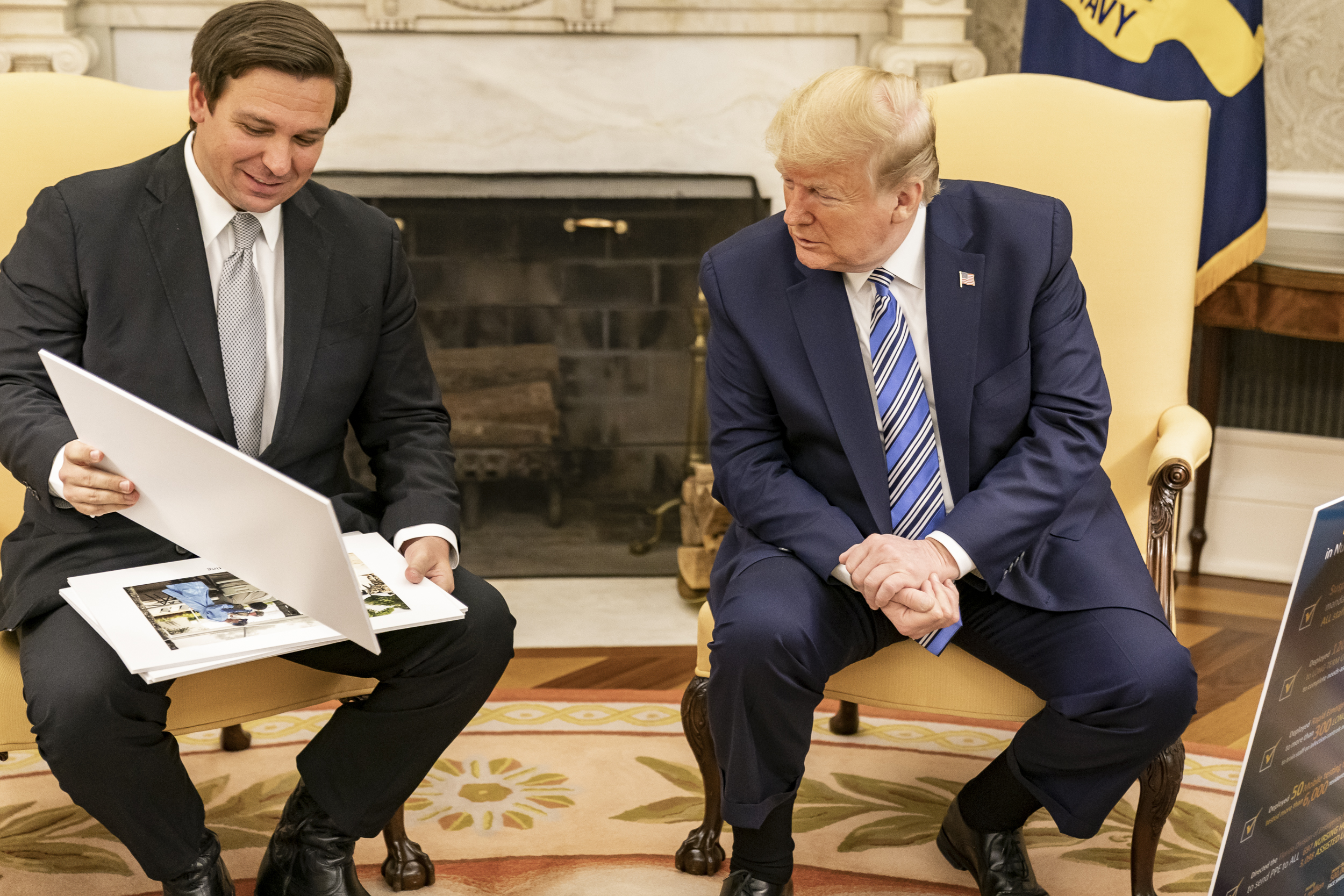
德桑蒂斯在其著作《自由的勇气》中探讨了他对佛罗里达州新冠疫情的应对策略

在《自由的勇气》一书中，罗恩·德桑蒂斯对他所谓的“精英”及“觉醒议程”进行了严厉批评，认为这是一场“对真相的战争”以及一种“文化马克思主义”。德桑蒂斯特别提及安东尼·福奇，并声称在新冠疫情期间实施的公共卫生措施是“严厉的”。在整本书中，德桑蒂斯表现出对其他机构的蔑视，其中包括传统媒体、民主党（称其为“觉醒文化的垃圾堆大火”）和科技巨擘。关于唐纳德·特朗普，德桑蒂斯在发言中选择不直接提及特朗普的总统任期，尽管他间接表达了对特朗普无所作为的抱怨。他指出：“在过去十多年中，我们首次拥有一个团结的共和党政府，然而如此多的时间却被浪费在诸如唐纳德·特朗普竞选团队与俄罗斯勾结的阴谋论等问题上，共和党领导的委员会对此进行了长达两年的调查。”华特迪士尼公司对佛罗里达州《家长教育权利法案》的反对在章节《觉醒企业主义的魔法王国》中进行了详细阐述，书中提及了他在迪士尼乐园的婚礼，并宣扬了他废除《芦苇溪改善法案》的举措。
关于佛罗里达州的新冠疫情，德桑蒂斯主张对企业和学校采取宽松的政策，并建议美国政府对新冠病毒的起源进行调查。德桑蒂斯对疫情期间该州教育专员理查德·科克伦关闭学校的决定表示指责，并指出他曾根据瑞典和韩国的数据“敦促”科克伦重新开放学校。此外他还对福奇在联邦政府应对疫情方面的措施提出批评，暗示白宫冠状病毒特别工作组所使用的模型存在夸大之嫌。
与他在2011年出版的著作《建国先贤的梦想：奥巴马时代的首要原则》相比，德桑蒂斯在《自由的勇气》一书中主张扩大行政权力。他自豪地表示自己曾利用否决权对佛罗里达州众议院和参议院进行控制，并对自由核心小组（德桑蒂斯曾为该核心小组成员）提出的“小政府”立场表示反对。德桑蒂斯辩称他运用行政权力来监管“对社会拥有巨大权力的私人机构”，并引用了他对终极格斗冠军赛总裁的讲话，表示他将“推翻任何给UFC带来麻烦的市长”。相较之下他在《建国先贤的梦想》中曾批评巴拉克·奥巴马的行政权力过大，并指责凯瑟琳·西贝利厄斯“利用手中的权力恐吓私营企业，以阻止其发表她不喜欢的言论”。此外德桑蒂斯还对其他共和党人提出批评，指责他们以“法团主义者”的身份进行治理，但以“自由市场原则”作为竞选的基础。
尽管《自由的勇气》被称为一本回忆录，但书中对德桑蒂斯职业生涯的细节提及甚少，例如书中并未提及他在2016年竞选联邦参议员的经历。本书简要阐述了德桑蒂斯对棒球的热情以及其工人阶级父母的背景，同时还写了他在耶鲁大学的经历，并对该校学生群体中“肆无忌惮的左派主义”表达了不屑之情。书中阐述了德桑蒂斯的政治理念，包括对联邦政府进行全面改革的提议，例如重新分类联邦雇员，以便总统能够随时解雇他们。德桑蒂斯还大力宣传他将美国驻以色列大使馆迁至耶路撒冷以及打击中国在佛罗里达州影响的努力。

## 创作与出版
《自由的勇气》一书于2022年11月30日由哈珀柯林斯出版社宣布出版，此前有传闻称德桑蒂斯可能会撰写回忆录。在出版《自由的勇气》之前，德桑蒂斯撰写了《建国先贤的梦想：奥巴马时代的首要原则》（2011年），该书通过引用宪法对巴拉克·奥巴马的总统任期进行了批评。此书还参考了奥巴马的回忆录《我父亲的梦想：种族与传承的故事》（1995年）。在本书出版之前，《纽约邮报》已发布了其中的部分摘录。此外福克斯新闻还公开了两份关于德桑蒂斯与前总统唐纳德·特朗普之间关系的报道，以及德桑蒂斯与华特迪士尼公司前首席执行官鲍勃·查佩克之间私人电话通话的授权泄密文件。为了推广这本书，德桑蒂斯在美国各地停留了数次。在加利福尼亚州西米谷罗纳德·里根总统图书馆举行的一次相关活动中，有抗议者剧集在入口处。许多人认为德桑蒂斯的新书宣传活动是为参与2024年美国总统大选做准备，最终他于2023年5月正式宣布了参选的决定。
《自由的勇气》一书由哈珀柯林斯出版社旗下的Broadside Books品牌于2023年2月28日以精装本出版。这本书一经推出便荣登《纽约时报》畅销书排行榜和亚马逊畅销书排行榜榜首。在《自由的勇气》出版几周后，佛罗里达州的民主党人士试图借助德桑蒂斯于2022年3月签署的一项法案，将该书从学校课程中移除。少数党领袖芬特里斯·德里斯克尔向《每日野兽》表示，她计划在多达50个县禁止该书，理由是书中包含“分裂性内容”，例如“觉醒”和性别意识形态等词汇，并提及了一段关于“黑人儿童死亡”的视频以及国会棒球场枪击案。德桑蒂斯的发言人布赖恩·格里芬对此举表示这是“噱头”。

## 评论
曼纽尔·罗伊格-弗朗齐亚在《华盛顿邮报》撰文指出，该书过度使用“精英”一词，而德桑蒂斯却不愿提及特朗普。
在《每日电讯报》的评论中，蒂姆·斯坦利对这本回忆录给予了三星的评价（满分为五星），指出其“可能支持前总统，但德桑蒂斯明确阐述了他与特朗普之间的微妙差异”。